# アドリブアニメ研究所
『アドリブアニメ研究所』（アドリブアニメけんきゅうじょ）は、BSフジで2011年10月15日から2013年3月30日まで放送されたバラエティ番組。隔週で新作を放送していた。全38回。

## 概要
声優の加藤英美里と福原香織の2人がレギュラーを務めていた。その2人はアドリブを研究する「主席研究員」に扮し、毎回1人ゲストを迎え、合計3人で台本なしの完全アドリブで演技をし、そしてその演技を基にプレスコアニメを制作した。
スタジオ内でのマイク位置は通常のアフレコだと横一列にマイクが配置されているが、当研究所ではお互いの顔が見えるよう三角形（カメラから向かって左：加藤、中：ゲスト、右：福原）に配置してアドリブを行っていた。
番組が始まった2011年10月から2012年3月までは25分枠放送だったが、2012年4月7日初回放送の第13回からは放送時間が5分拡大して30分枠放送になった。またこの回から火曜日の再放送が廃止された。
2013年4月より番組名を『ヴォイス・アカデミア』と変更してリニューアルされることになった。放送曜日も日曜深夜に変更となった。

## 出演

### 主席研究員
- 研究員No.001 加藤英美里[注釈 2]
- 研究員No.002 福原香織

### ゲスト研究員
※（）内の日付は初回放送日
2011年
- 研究員No.003 櫻井孝宏（第1回/10月15日）
- 研究員No.004 小林ゆう（第2回/10月29日）
- 研究員No.005 岸尾だいすけ（第3回/11月12日）
- 研究員No.006 片岡あづさ（第4回/11月26日）
- 研究員No.007 羽多野渉（第5回/12月10日・第13回/4月7日・第14回/4月21日[注釈 4]）
- 研究員No.008 鹿野優以（第6回/12月24日）

2012年
- 研究員No.009 江口拓也（第7回/1月7日）
- 研究員No.010 今野宏美（第8回/1月21日）
- 研究員No.011 千葉繁（第9回/2月4日）
- 研究員No.012 沖佳苗（第10回/2月18日）
- 研究員No.013 高橋美佳子（第11回/3月3日、公開収録[注釈 5]）
- 研究員No.014 松来未祐（第12回/3月17日、公開収録[注釈 5]）
- 研究員No.015 原田ひとみ（第13回/4月7日）
- 研究員No.016 金田朋子（第14回/4月21日）
- 研究員No.017 阿部敦（第15回/5月5日）
- 研究員No.018 大久保瑠美（第16回/5月19日）
- 研究員No.019 代永翼（第17回/6月2日）
- 研究員No.020 高森奈津美（第18回/6月16日）
- 研究員No.021 赤﨑千夏（第19回/6月30日）
- 研究員No.022 生天目仁美（第20回/7月14日）
- 研究員No.023 内田真礼（第21回/8月4日）
- 研究員No.024 三上枝織（第22回/8月11日）
- 研究員No.025 阿久津加菜（第23回/8月25日）
- 研究員No.026 恒松あゆみ（第24回/9月8日）
- 研究員No.027 巽悠衣子（第25回/9月29日）
- 研究員No.028 大亀あすか（第26回/10月6日）
- 研究員No.029 小野友樹（第27回/10月20日）
- 研究員No.030 本多真梨子（第28回/11月10日）
- 研究員No.031 下屋則子（第29回/11月24日[注釈 6]・第30回/12月8日、公開収録[注釈 7]）

2013年
- 研究員No.032 くまいもとこ[注釈 8]（第32回/1月5日）
- 研究員No.033 真田アサミ（第33回/1月19日）
- 研究員No.034 原紗友里（第34回/2月2日）
- 研究員No.035 堀江一眞（第35回/2月16日）
- 研究員No.036 成瀬誠（第36回/3月2日）
- 研究員No.037 仙台エリ（第37回/3月16日）

## アニメ
アドリブで収録した音声を基に、プレスコ方式で制作されるショートアニメ。番組の後半で放送される。キャラクターデザインはeco*。

### 基本設定
見習い神様をしている『雷夏』と『風華』は、高天原（たかまのはら）にある神様職業訓練校『天津葛城学園（あまつかつらぎがくえん）』に通う落ちこぼれの生徒である。
第14回までのストーリー
2人は進級の危機を迎えていた。先生の授業（主に補講）を受けたり同級生たちと共に行動したりすることで、下界の人々を幸せに導く「神通力」を身につけていくのだった。
第15回からのストーリー
無事2年生に進級した2人は実習授業として地上に降り、困っている下界（主にその回のゲスト研究員の出身地）の人々を助けその結果（ゲストの判定）により神様の能力に影響するといわれる「和魂（にぎみたま）」（成功）または「荒魂（あらみたま）」（失敗）を獲得していく試練の旅に出るのだった。

### メインキャラクター
雷夏 (らいか)
声 - 加藤英美里
雷神の見習い。11月26日生まれ。明るく元気で猪突猛進。雷に撃たれてもピンピンしている。
青いミカンで食あたりをおこしてしまったことがある。
風華 (ふうか)
声 - 福原香織
風神の見習い。物静かで可愛らしいが、たまに毒をはく。貧乳であることを気にしており、それに振れられると荒ぶれる。

### ゲストキャラクター
()内の数字は登場話数。
天界の人々
大黒天先生 (だいこくてん)(1)
声 - 櫻井孝宏
タレ目。妹がおり、その妹を溺愛するという一面がある。学園内では最も先生らしい先生。
弁財天（べんざいてん）先生（2） - 小林ゆう
恵比寿（えびす）先生（3） - 岸尾だいすけ
恋々（れんれん・同級生）（4） - 片岡あづさ
福禄寿先生 (ふくろくじゅ)(5・13・14）)
声 - 羽多野渉
アメリカニューヨークから上京して15年の大黒天先生のいとこ。服飾担当。リア充でチャラくいい加減な弟キャラ。タヌキの着ぐるみを着ているが、それには悲しい思い出があるらしい。
ゆっきー（同級生）（6） - 鹿野優以
風男（かぜお・風華の弟）（7） - 江口拓也
座敷童子（ざしきわらし）先生（8） - 今野宏美
学園長先生（9） - 千葉繁
建雷命（たけみかづち）先生（10） - 沖佳苗
鈿女（うずめ・同級生）（11） - 高橋美佳子
咲耶（さくや・同級生）（12） - 松来未祐
玉依（たまより・同級生）（13） - 原田ひとみ
五十鈴（いすず・同級生）（14） - 金田朋子
下界の人々
末尾はゲストの判定。
静岡県・駿河親方（するがおやかた・浜名湖の漁師）（15） - 阿部敦 / 和魂
奈良県・飛鳥（あすか・チアリーディング大会で奈良県に来ていた学生）（16） - 大久保瑠美 / 和魂
岡山県・桃太郎（ももたろう）・代永翼（本人）（17） - 代永翼 / 荒魂
山梨県・富士子（ふじこ・フジヤマ鉄道の駅員）（18） - 高森奈津美 / 和魂
鹿児島県・薩摩（さつま・桜島に住む鹿児島弁の天然ボケ女子）・西郷どん（さいごうどん）（19） - 赤﨑千夏 / 和魂
新潟県・おとき（佐渡島に住むたらい舟の船頭）（20） - 生天目仁美 / 和魂
神奈川県・神奈（かな・江の島に住む我儘なお嬢様）（21） - 内田真礼 / 荒魂
青森県・いた子（いたこ・時々津軽弁が出るアウトドア好きな女の子）（22） - 三上枝織 / 和魂
栃木県・おとめ（宇都宮にある餃子屋さんの看板娘）（23） - 阿久津加菜 / 和魂
兵庫県・たこ姉（たこねえ・タコを帽子の様にかぶったタコ使いのお姉さん）・タコ助（たこすけ・たこ姉の頭の上のタコ）（24） - 恒松あゆみ / 和魂
大阪府・ミナミ（大阪・ミナミに住むピンクをこよなく愛するイマドキのギャル）（25） - 巽悠衣子 / 和魂
広島県・おかめ（広島に住む不思議系の幼女）（26） - 大亀あすか / 和魂
静岡県・蹴斗（しゅうと・静岡に住むヨーヨーが得意なサッカー少年）・ヒロキ（蹴斗のライバル）（27） -  小野友樹 / 和魂
東京都・秋葉（あきば・秋葉原のその筋では伝説のメイドとして名を馳せる女の子）（28） - 本多真梨子 / 和魂
徳島県・加藤英美里・福原香織（ともに本人・ロープウェーのアナウンス）（29） - 加藤英美里・福原香織
徳島県・のんちゃん（マチ★アソビ出演中の声優）（30） - 下屋則子 / 和魂
東京都・多摩江（たまえ・東京の神社に仕える巫女だが実は幽霊）・狭山湖（さやまこ・多摩江の兄弟で苗字は東村山（ひがしむらやま））・多摩湖（たまこ・多摩江の妹）・奥多摩湖（おくたまこ・多摩江の母）・秩父湖（ちちぶこ・多摩江の父）（32） - くまいもとこ / 荒魂
長野県・しなの（長野に住むスノーボーダー）・まんぞう（風華の知人でナウい道ならしの天才）（33） -  真田アサミ / 和魂
群馬県・おにえ（群馬に生息するいちごミルク好きな鬼）（34） - 原紗友里 / 荒魂
兵庫県・播磨（はりま・神戸の有名洋菓子店「サロン・ド・テ・ニャンコ」に勤務し猫を溺愛するショコラティエ）（35） - 堀江一眞 / 和魂
島根県・出雲（いずも・島根にいる、乙女の扱いに長け七つの声を持つ縁結びの神様）（36） - 成瀬誠 / 和魂
宮城県・エリたん（仙台にある牛タン専門店「エリたん」を営む同店の看板娘）（37） - 仙台エリ / 和魂

## 主題歌
いずれもDIVE II entertainmentより発売されている。
オープニングテーマ「あっぱれ!瞬間積極剤」
作詞 - 畑亜貴 / 作曲・編曲 - 田中秀和（MONACA）/ 歌 -かと＊ふく（加藤英美里 & 福原香織）
アイキャッチとしても使用。
エンディングテーマ「WONDERFULER」
作詞 - 畑亜貴 / 作曲・編曲 - 石濱翔（MONACA）/ 歌 - かと＊ふく（加藤英美里 & 福原香織）

## 放送時間
第12回まで
本放送（初回）
隔週土曜日 24:30–24:55
再放送
翌週土曜日 24:30–24:55
翌週および翌々週火曜日 28:30–28:55
第13回以降
本放送（初回）
隔週土曜日 24:30–25:00
再放送（不定期）
翌週土曜日 24:30–25:00

## イベント
- 家電フェア2012＆大処分蚤の市in京セラドーム（2012年1月28日）
- かと＊ふくpresents,『アドリブアニメ研究所』公開収録〜収録だけかと思いきや、歌も歌っちゃうんだからねスペシャル〜（2012年2月4日）
  - ゲスト:高橋美佳子、松来未祐
- かと＊ふくCD発売イベント（2012年2月19日）
- DIVE II SUMMIT 2012 in Yokohama BLITZ（2012年4月7日）
- アドリブアニメ研究所inマチ★アソビ なんと徳島まできちゃいました〜!（2012年10月7日）
  - ゲスト:下屋則子